# Elizabeth Marami
Elizabeth Marami est la première Kényane mais aussi la première femme pilote maritime d'Afrique de l'Est. Elle est la fondatrice de la  plateforme Against the Tide qui vise à assurer l'équilibre entre les sexes dans l'industrie maritime.

## Biographie

### Enfance et formations
Elizabeth Marami est née dans la ville côtière de Mombasa. Elle étudie d'abord le droit  l'université de Nairobi, mais change par la suite d'orientation et se lance dans la navigation à Alexandrie en Égypte pendant 5 ans après l'obtention d'une bourse. A propos de ce choix, elle affirme ,:

« (...) J'ai toujours su en grandissant que je voulais faire quelque chose de différent, quelque chose qui sort de l'ordinaire. L'obtention d'une bourse pour poursuivre cette carrière a été une réponse à la prière de Dieu.(...). »

Elle affirme également lors d'une interview les difficultés à être une femme dans ce milieu d'hommes. Elle dit avoir essuyer des revers du fait de son sexe. A propos de cela, elle dit:

« (...) Pendant trois ans, j'ai fait du porte-à-porte auprès de différentes compagnies maritimes pour obtenir un stage, mais j'ai essuyé de nombreux refus en raison de mon sexe et, au fil du temps, de mon âge. J'ai vu mes collègues masculins progresser et être placés dans une entreprise qui m'a rejetée parce que j'étais une femme.(...). »

## Carrière
À 25 ans, Elizabeth Marami devient la première femme pilote maritime de son pays le Kenya mais aussi de la sous région est-africaine. En 2021, elle est promue de second à premier officier du Celebrity Edge, un navire de croisière exploité par Celebrity Cruises, dont le siège est à Miami, aux États-Unis,,,,.

## Initiative Against the Tide
Compte tenu des difficultés qu'elle a rencontré, elle met en place l'initiative Against the Tide dans le but de venir en aide aux filles qui sont ou voudraient se lancer dans une carrière maritime et ainsi réduire les inégalités liées au genre dans ce milieu.